# Shadow of the Tomb Raider
 (janvier 2025).
Si vous disposez d'ouvrages ou d'articles de référence ou si vous connaissez des sites web de qualité traitant du thème abordé ici, merci de compléter l'article en donnant les références utiles à sa vérifiabilité et en les liant à la section « Notes et références ».
Shadow of the Tomb Raider est un jeu vidéo d'action-aventure de 2018 développé par Eidos-Montréal et édité par la filiale européenne de Square Enix, sorti sur Microsoft Windows, PlayStation 4 et Xbox One. Les versions pour macOS, Linux et Stadia sont publiées en novembre 2019. Il poursuit le récit du jeu Rise of the Tomb Raider (2015) et est le douzième opus principal de la série Tomb Raider ainsi que le troisième et dernier volet de la trilogie Survivor. Après sa sortie, le jeu est étendu avec du contenu téléchargeable.
Se déroulant environ un an après les événements de Rise of the Tomb Raider, son histoire suit Lara Croft alors qu'elle s'aventure à travers les régions tropicales américaines jusqu'à la cité légendaire de Païtiti, combattant l'organisation paramilitaire Trinity (appelée dans le jeu les Trinitaires) et faisant la course pour arrêter une apocalypse maya qu'elle a déclenchée. Lara doit survivre et combattre les ennemis avec des armes à feu et sa furtivité alors qu'elle explore des mondes semi- ouverts. Dans ces mondes, elle peut relever des défis pour débloquer des récompenses, terminer des missions secondaires et récupérer des ressources qui peuvent être utilisées pour fabriquer des matériaux utiles. 
Le développement du jeu a coûté entre 110 et 135 millions de dollars américains, ce qui en fait l'un des jeux les plus chers jamais créés. 
Sorti en tant que dernier volet de la trilogie d'origine de Lara Croft, Shadow of the Tomb Raider reçoit des critiques généralement positives de la part des médias spécialisés, avec des éloges particuliers pour l'accent mis sur les défis et les énigmes, bien que certains avis estiment que le gameplay de la série est devenu obsolète et manque d'innovation. Malgré un lancement mitigé, le jeu est finalement vendu à plus de 8,9 millions d'exemplaires dans le monde.

## Trame
Désormais âgée de 23 ans, Lara Croft, armée de son courage et de son arc, doit arrêter une apocalypse prédite par les Mayas, et se battre une nouvelle fois contre l’Ordre de la Trinité ; une péripétie qui la mène elle et son fidèle amis Jonah en pays inca. Elle doit alors appliquer toutes les compétences de survie et de combat apprise à Yamataï et en Sibérie. L'aventure retrace une étape cruciale dans la vie de Lara : le moment où elle achève sa transformation en pilleuse de tombes (« tomb raider »).

### Personnages
- Lara Croft (VO : Camilla Luddington ; VF : Anna Sigalevitch) : Aventurière confirmée depuis la Sibérie, où elle a appris que les Trinitaires avait tué son père et maquillé le meurtre en suicide, Lara se lance dans une quête vengeresse. À cause de cette obsession, elle déclenche une malédiction maya.
- Jonah Maiava (VO : Earl Baylon ; VF : Jérémie Covillault) : Très proche de Lara, Jonah suivra une nouvelle fois l’aventurière au bout du monde pour découvrir ses mystères.
- Lord Richard Croft (VO : Stephen Hope ; VF : Paul Borne) : Richard avait compris que cette quête était trop dangereuse. Il stoppa ses recherches, suscitant la curiosité de Lara.
- Dr Dominguez (VO : Carlos Leal ; VF : Daniel Lafourcade) : C'est le chef de l’Ordre de la Trinité. Lord Croft avait de nombreuses informations sur lui lorsqu’il était en exploration au Mexique. Son unique but est de mettre la main sur deux puissants artefacts qui lui conféreraient le pouvoir de refaire le monde[3].

### Scénario
L’aventure débute au Mexique où Lara et Jonah explorent un sanctuaire comportant des informations à propos d'un poisson rose, une montagne couronnée d’argent ainsi qu'une date visiblement tronquée. Mais un piège posé par les Trinitaires explose et provoque l'effondrement de la grotte. Lara et Jonah s’en sortent et rejoignent le village sur l'île de Cozumel. Déchiffrant les indices collectés à la terrasse d'un bar, ils comprennent que la montagne couronnée d’argent menant à la Cité perdue se trouve au Pérou, et non au Brésil où se dirigent les Trinitaires. Le duo repère également le docteur Dominguez, un expert en ruine précolombienne mentionné dans le journal du père de Lara, qu'elle soupçonne aussi être le chef des Trinitaires.
Lara décide de suivre l'homme jusqu'à un site de fouille où elle sauve un archéologue qui aidait aux recherches. Elle aboutit à une falaise d'Isla Mujeres où est discrètement implanté un temple des déesses mayas Ix Chel et Chak Chel représentant deux phases de la lune. Une fois à l'intérieur, elle découvre une fresque évoquant la boîte d'argent d'Ix Chel invoquant le dieu Kukulkan, mais aussi une série de quatre catastrophes naturelles. Elle trouve enfin la dague de Chak Chel dont elle s'empare impulsivement pour devancer ses ennemis, geste qui déclenche aussitôt une secousse. Elle parvient à fuir mais se retrouve confrontée aux Trinitaires avant d'être stoppée par Dominguez, lequel lui soustrait l'artéfact. Il lui explique que la dague associée à la boîte permet de refaire le monde tout en effaçant ses travers. Mais sans la boîte, la Terre connaîtra bientôt une série de cataclysmes avant la mort du Soleil. Sur ces mots, il s'envole en hélicoptère et abandonne Lara face à un tsunami qui dévaste Cozumel. Malgré le chaos, Lara parvient à rejoindre Jonah et le convainc de rechercher la boîte pour sauver l'humanité.
Les deux compères s'envolent le lendemain en hydravion direction le Pérou et la montagne couronnée d’argent. Mais un second cataclysme, une tempête frappe l'appareil qui s'écrase dans la jungle péruvienne. Lara y survit, trouve le corps du pilote et tue un des jaguars responsables, avant de rallier Jonah plus loin dans la jungle. Épuisés, les deux amis décident de se reposer, chacun se soutenant en ressassant leur passé personnel. La nuit, Lara rêve de son enfance dans une séquence flash-back au manoir des Croft où elle se revoit arpenter la bâtisse familiale telle une aventurière. La jeune fille recroise aussi ses parents avant qu'éclate une querelle entre eux à l'égard du travail accaparant de son père, ainsi que la mort de ce dernier.
Au matin, Lara et Jonah tombent sur un groupe de Trinitaires mais parviennent à s'en débarrasser. Le duo arrive ensuite au village de Kuwaq Yaku où Abby, une locale, leur révèle que les Trinitaires recherchent des artéfacts. Elle leur indique également des ruines incas que Lara se charge d'explorer aussitôt. Après avoir découvert des hiéroglyphes dissumulés des jumelles Ix Chel et Chak Chel, Lara pénètre dans ce qu'elle pense être le temple de la vie, près d'un puits de pétrole, mais les Trinitaires menés par le commandant Rourke sont déjà sur place. Elle découvre une fresque montrant une série d'épreuves faisant référence à quatre animaux sauvages puis ressort par un souterrain inondé. Sur le retour, elle observe ces ennemis se faire attaquer par de mystérieuses « créatures de la jungle », des Pishtacos selon Abby.
Cette dernière et Jonah trouvent entre-temps un premier accès à la première épreuve, celle du jaguar, mais un piège contraint Lara à y aller seule. En sautant de parois en parois d'une grotte enfuie, Lara réussit l'épreuve de l'araignée puis parvient à celle de l'aigle où l'attend en extérieur un calendrier mû par un ingénieux système de pompe à vent. Après un passage à flanc de montagne, elle trouve finalement l'entrée de la Cité perdue mais tombe sur un jeune garçon autochtone pris dans un piège qu'elle tente d'aider. Tous deux sont presque aussitôt attaqués par des gardes hostiles flanqués du sceau de la Trinité. Intervint alors la mère du garçon, une reine inca qui ordonne à ses propres soldats d'emmener Lara dans la Cité.
Lara découvre alors qu'elle se trouve à Païtiti, cité mythique inca. La reine, Unuratu, et son fils héritier Etzli, en sont les garants, à la grande surprise de Lara qui pensait trouver des ruines et non un lieu habité. La reine lutte contre le Culte, en réalité des Trinitaires et pactise avec Lara en acceptant de la mener à la dernier épreuve, le serpent à l'œil d'argent, mais gardant Jonah également captif comme garanti. En traversant la cité, Lara recroise Dominguez, dague en main, et chef du Culte voué au dieu Kukulkan ayant fait main basse sur la cité. Unuratu explique que l'homme fut jadis son beau frère et se nomme en réalité Amaru, natif de Païtiti et désireux de protéger ses habitants des étrangers en refaisant le monde selon sa volonté.
Etzli mène ensuite Lara à sa prochaine épreuve, une fosse de sacrifices rituels jonchés de cadavres, mais elle ne trouve qu'une statuette en forme de serpent. En ressortant, elle retrouve le garçon mais ce dernier se fait prendre par des gardes serpents. Lara rejoint Unuratu qui lui explique que la statuette est une clé en rapport avec un temple occupé par le Culte, où se trouve également son fils prisonnier. Lara part donc pénétrer les lieux en passant par des mines de sel et se coordonne avec Unuratu et quelques hommes pour libérer Etzli, mais la reine se fait capturée à son tour. Grâce à la clé, Lara parvient à l'œil du serpent, un édifice souterrain au cœur d'un cénote, mais gardé férocement par des Yaaxil, les mystérieuses créatures de la jungle. Sur place, elle ne peut que constater la disparition de la boîte, tandis que de nouvelles secousses provoque la colère de la déesse des Yaaxil, forçant Lara à battre en retraite.
De retour à la cité, Lara rejoint Jonah qui élabore un plan afin de libérer Unuratu avec l'aide de ses derniers fidèles. Déguisée en garde serpent, Lara pénètre le temple et surprend Amaru tenter de rallier Unuratu à sa cause, en vain, lui révélant aussi que la boîte a été volée il y a fort longtemps par un missionnaire, Andres Lopez. Lara libère la reine et la rassure en lui évoquant ses deux tatouages comme nouveaux indices, le « Feu Cramoisi », et la tombe du dernier empereur de Paititi. Pendant qu'Amaru offre à ses sujets des sacrifices humains au nom de Kukulkan, Lara parvient à la tombe de l'empereur et trouve une nouvelle énigme faisant référence à un cœur de serpent dans une coupe. Mais Unuratu qui la couvrait se fait surprendre avant d'être tuée par le commandant Rourke. Avant de mourir, la reine donne à Lara son médaillon pour que règne à son tour son fils et lui demande de ne pas laisser la boîte l'influencer. Lara retrouve ensuite Etzli et promet de revenir avec la boîte, avant de partir en canot avec Jonah, destination Kuwaq Yaku pour faire le point sur le dernier indice récolté.
La nuit, le duo est intercepté par un hélicoptère et séparé. Fatiguée mais déterminée, Lara se démène férocement pour éliminer plusieurs Trinitaires au travers d'un gisement de pétrole. Elle tente également de rejoindre Jonah à la raffinerie par ailleurs endommagée par une unième secousse. Lara enrage d'autant plus quand Rourke lui apprend par talkie-walkie la mort de Jonah, une feinte du commandant pour la mettre à découvert. Malgré les moyens lourds déployés contre elle, Lara parvient à gagner cette bataille et retrouve finalement Jonah sain et sauf. Mais la jeune femme est à bout et craque : tant de morts, de destructions par sa faute, toujours à chercher des énigmes…Néanmoins, une bévue de Jonah lui fait déduire que le serpent dans la coupe fait référence au calice de Saint Jean, et que la boîte doit donc se trouver dans une mission chrétienne proche de Païtiti. 
Le lendemain, Abby amène les deux amis à l'église de San juan où une habitante renseigne Lara sur une crypte secrète cachée près d'une vieille bibliothèque, tandis que Jonah trouve une brochure sur sept étapes à suivre. Quelques fouilles leur permettent de trouver la crypte et le duo s'y enfonce en parcourant chaque station, pour finalement découvrir le tombeau d'Andres Lopez et la boîte d'Ix Chel que le missionnaire avait tant préservé en tronquant les indices. Lara s'en empare mais déclenche ce faisant un piège. Elle s'en sort mais retrouve Jonah capturé par Amaru et les siens, et lui cède alors la boîte pour sauver son ami. Amaru admet alors avoir tué son père pour l'empêcher de trouver Païtiti et ainsi la révéler au monde. Lara essaie de persuader son ennemi d'utiliser le rituel pour restaurer le soleil, mais il dédaigne au profil de Païtiti. Lara et Jonah parviennent à fuir et après une nouvelle fusillade où elle apprend que Rourke a éliminé Ana en Sibérie, un troisième cataclysme détruit San Juan dans un glissement de terrain.
De retour à Païtiti, Lara, Jonah, Etzli et son fidèle lieutenant Uchu élaborent un plan : l'armée du jeune souverain interceptera celle du Culte sur le sacbé menant au rituel, tandis que Lara les couvrira par un chemin détourné. Elle débarque à la cité du serpent où s'affrontent Yaaxil et Trinitaires armés d'hélicoptères, alors que se déclenche le dernier cataclysme, une éruption volcanique. Coupée de ses alliés, Lara retrouve la déesse des Yaaxil et comprend alors qu'elle n'est autre que le « Feu Cramoisi » et la destinée d'Unuratu. Telle les jumelles Chak Chel et Ix Chel, les deux femmes s'allient et avec l'aide des Yaaxil, parviennent à Amaru et ses gardes serpents mais l'homme refuse de capituler au moment même où l'éclipse solaire débute. Rourke et les Trinitaires finissent massacrés tandis que Lara arrive au sommet de la pyramide, mais Amaru insère la dague dans la boîte et absorbe le pouvoir de Kukulkan. Après une longue lutte, Lara finit par blesser mortellement son ennemi qui dans un geste de remords, lui concède son pouvoir. Malgré la tentation, Lara renonce à faire revivre ses parents, et laisse le « Feu Cramoisi » sacrifier l'esprit de Kukulkan en elle, ce qui met fin à l'apocalypse.
Deux jours plus tard, Unuratu est inhumée par son fils selon la tradition. Jonah souhaite prendre un congé auprès d'Abby. Pour sa part, Lara décide de rester encore un peu à Païtiti afin d'aider Etzli à redonner à la cité sa grandeur, désireuse pour une fois de profiter du monde des vivants plutôt que de courir après des tombes.
De retour au manoir des Croft, Lara planifie sa prochaine aventure, mais consent dans une lettre écrite à Jonah que son rôle n'est pas de résoudre les mystères du monde, mais de les apprécier et de les protéger.

## Système de jeu
Shadow of the Tomb Raider est un jeu d'action-aventure en vue à la troisième personne. En plus des zones autonomes, le jeu dispose d'un grand monde semi-ouvert dans la ville cachée de Païtiti. Un nouveau système de commerce permet aux joueurs d'échanger et de vendre diverses ressources recueillies dans les environs de Païtiti.
De nombreux ajustements ont été apportés au gameplay, qui est par ailleurs identique à Rise of the Tomb Raider (2015). Les commandes de nage sont révisées, car Lara est capable de retenir sa respiration sous l'eau plus longtemps en raison de l'introduction de poches d'air. Elle a la capacité de descendre une falaise en rappel à l'aide de son piolet et de sa corde. La furtivité est importante, car Lara peut se désengager du combat lorsqu'elle s'échappe de la ligne de mire des ennemis en se camouflant dans la boue, en se cachant dans les buissons ou en se fondant dans des surfaces à végétation dense.
Comme ses prédécesseurs, le jeu permet aux joueurs de chasser des animaux sauvages, de fabriquer des matériaux à l'aide des ressources collectées, de résoudre des énigmes et de rechercher des tombes optionnelles et des quêtes secondaires. Le jeu propose des tombes plus grandes et des énigmes plus complexes par rapport aux épisodes précédents de la série. Les joueurs ont la possibilité de personnaliser leur expérience de jeu car l'exploration, les énigmes et les combats ont leurs propres paramètres de difficulté. Un mode « Immersion » permet aux joueurs d'entendre les conversations de fond des habitants dans leur langue maternelle ; lorsque le mode est désactivé, les conversations sont entendues dans la langue choisie par les joueurs.

## Développement
Eidos Montréal débute le développement du jeu en 2015 peu après l'achèvement de Rise of the Tomb Raider, en coopération avec Crystal Dynamics, et le conclut en juillet 2018. Le jeu est conçu pour finaliser le voyage de Lara Croft, commencé lors du remake de 2013 , avec pour thèmes clés : sa personnalité et l'exploration de la jungle. Le cadre et le récit sont basés sur les mythologies maya, aztèque et inca, l'équipe du jeu ayant consulté des historiens des civilisations précolombiennes pour recréer l'architecture de Païtiti et ses habitants. Le gameplay est ajusté en fonction des commentaires des fans et des souhaits d'Eidos Montréal, incorporant la nage et l'escalade tout en augmentant la difficulté. Camilla Luddington est revenue pour fournir un travail de voix et de capture de mouvement à Lara.
En octobre 2016, une photographie prise à la volée dans le métro de Montréal et publiée sur Reddit montre un document de travail sur un ordinateur, révélant le nom Shadow of the Tomb Raider, et laisse suggérer que le jeu est d'ores et déjà en développement dans les studios d'Eidos Montréal. C'est seulement en décembre 2017 que l'éditeur Square Enix confirme officiellement l'existence du jeu.
Le 27 avril 2018, Square Enix révèle une bande-annonce du jeu ainsi que ses différentes éditions commercialisées. La date de sortie est confirmée pour le 14 septembre 2018 sur Microsoft Windows, PlayStation 4 et Xbox One. Par le biais d'un passe de saison, sept contenus additionnels sont annoncés par la même occasion. Le rythme de leur parution est fixé à un par mois entre octobre 2018 et avril 2019. Chaque contenu proposera son propre scénario, ses missions et un défi tombeau. Le premier de ces défis apporte un nouveau mode de jeu en coopération.

## Accueil

### Ventes
Selon les estimations de VG Chartz, au 29 décembre 2018 le jeu s'est écoulé à plus de 2,5 millions d'exemplaires sur consoles et entre 500 000 et 1 million exemplaires pour la version PC selon Steam Spy. Le 19 février 2019, Square Enix annonce avoir expédié 4,12 millions d'exemplaires du jeu au 31 décembre 2018.